# Ukraiński Związek Helsiński
Ukraiński Związek Helsiński (UHS, ukr. Українська Гельсінська спілка) – ukraińska organizacja antykomunistyczna i niepodległościowa, powstała 7 lipca 1988. Była następczynią Ukraińskiej Grupy Helsińskiej
Przewodniczącym Związku wybrany został zaocznie Łewko Łukjanenko, odbywający w tym czasie karę łagru. Przywódcami organizacji byli: Wiaczesław Czornowił, Mychajło Horyń i Bohdan Horyń.
W 1988 roku ta kadrowa organizacja liczyła około 1000 członków i kilkadziesiąt tysięcy zwolenników. W dniach 29–30 kwietnia 1990 odbył się zjazd Związku, w którym uczestniczyło 495 delegatów. Zjazd ogłosił rozwiązanie Związku i ogłosił, że jego następcą będzie Ukraińska Partia Republikańska, jednak nie wszyscy działacze Związku wstąpili do nowej partii.